# جهاز شئون البيئة (مصر)
جهاز شئون البيئة هو جهاز حكومي مصري، تابع لوزارة البيئة، أنشأ برئاسة مجلس الوزراء بموجب القانون رقم 4 لسنة 1994 في شأن حماية البيئة ليحل محل جهاز شئون البيئة السابق إنشاؤه بموجب القرار الجمهوري رقم 631 لسنة 1982.

## وصلات خارجية
- الموقع الرسمي للجهاز.